# Ossi Saarinen
Ossi Saarinen (* 9. Dezember 1986 in Helsinki) ist ein finnischer Eishockeyspieler, der zuletzt beim ESV Kaufbeuren in der DEL2 unter Vertrag stand.

## Karriere
Saarinen erlernte das Eishockeyspielen in seiner Heimatstadt bei Helsinki Jokerit und durchlief dort alle Nachwuchsmannschaften, bevor er in der Saison 2006/07 sein Debüt in der ersten Mannschaft feierte und in der höchsten finnischen Liga auflief. Bis 2011 blieb er seinem Heimatverein treu. Zur Spielzeit 2011/12 wechselte er innerhalb der Liga zu KalPa, wo er drei weitere Jahre in der ersten Liga spielte. 

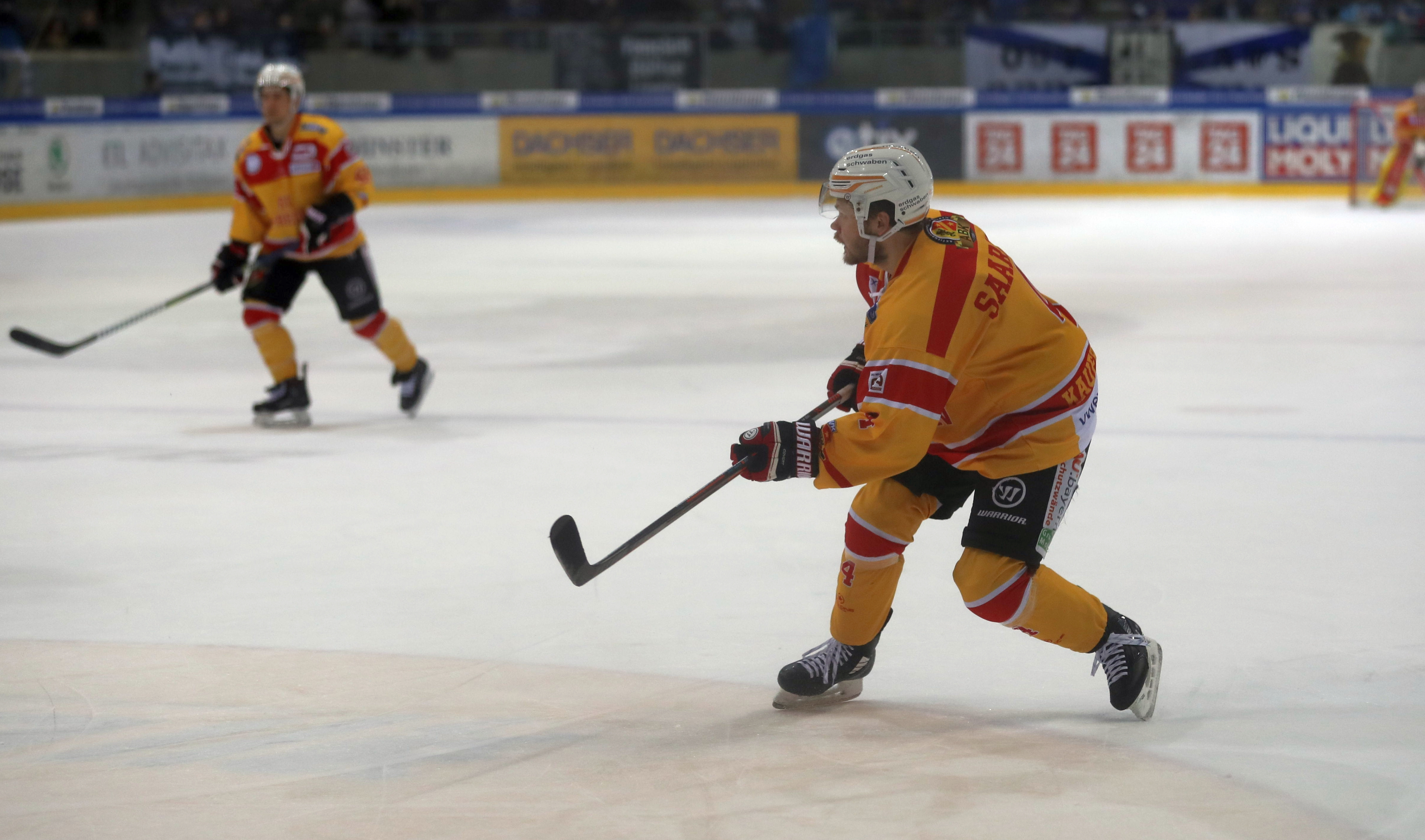
Ossi Saarinen (rechts, 2019)

Anschließend wechselte er in die erste dänische Liga zu den Gentofte Stars, wo er zum Team-Topscorer avancierte. In der Saison darauf unterschrieb er einen Vertrag beim Ligakonkurrenten Rungsted Seier Capital. Auch hier konnte Saarinen überzeugen und wurde erneut bester Scorer seines Teams. Im Anschluss daran verließ er Dänemark und schloss sich dem HC Nové Zámky aus der slowakischen Extraliga an. Erneut konnte er teamintern die meisten Scorerpunkte aufweisen. Zur Saison 2017/18 wechselte er zu den Eispiraten Crimmitschau in die DEL2.
Im August 2018 verpflichtete ihn der ESV Kaufbeuren, bei dem er bis 2020 unter Vertrag stand.